# アフマダーバード-オハ・ヴァンデ・バーラト急行
アフマダーバード-オハ・ヴァンデ・バーラト急行（英語: Ahmedabad–Okha Vande Bharat Express）は、インドの急行列車であるヴァンデ・バーラト急行の1つ。2023年9月から営業運転を開始した。

## 概要
2023年9月24日に営業運転を開始した、34番目となる「ヴァンデ・バーラト急行」の列車。運転開始当初はアフマダーバードに位置するアフマダーバード・ジャンクション駅とジャームナガルのジャームナガル駅を結んでいたが、2024年3月12日にジャームナガル駅からドワールカーのドワールカー駅を経由しオハのオハ駅まで向かう区間が延伸されている。同日以降の所要時間は6時間30分で、水曜日を除く週6日に1往復が運行する。